# Bruchspaltanästhesie
Die Bruchspaltanästhesie ist ein medizinisches Verfahren zur örtlichen Betäubung von Frakturen.
Sie findet vor allem Anwendung bei Behandlung von Radiusfrakturen, selten auch bei Frakturen der Tibia, Ulna und Fibula, wenn eine Allgemeinanästhesie nicht möglich oder erforderlich ist. Es wird hierbei ein Lokalanästhetikum perkutan mit einer Kanüle direkt in den Bruchspalt gespritzt.